# Anablepsoides immaculatus
Anablepsoides immaculatus är en fiskart som beskrevs av Thomerson, Nico och Taphorn, 1991. Arten ingår i släktet Anablepsoides, och familjen Rivulidae. Inga underarter finns listade i Catalogue of Life.